# Mastacembelus
Mastacembelus – rodzaj ryb z rodziny długonosowatych (Mastacembelidae).

## Występowanie
Mastacembelus erythrotaenia występuje w Tajlandii oraz od Kambodży po Indonezję. Mastacembelus armatus natomiast od Pakistanu po Wietnam i w Indonezji. Niektóre gatunki żyją w Afryce w Jeziorze Tanganika.

## Klasyfikacja
Gatunki zaliczane do tego rodzaju:
- Mastacembelus alboguttatus
- Mastacembelus armatus – węgorek plamisty
- Mastacembelus dayi
- Mastacembelus erythrotaenia – węgorek ognisty
- Mastacembelus favus (nazywany także Mastacembelus armatus favus)
- Mastacembelus mastacembelus
- Mastacembelus notophthalmus
- Mastacembelus oatesii

## Znaczenie gospodarcze
Węgorek plamisty i węgorek ognisty to gatunki popularne w akwarystyce.